# Fanny Crosby
Frances Jane Crosby, também conhecida como Fanny Crosby (Brewster, 24 de março de 1820 – Bridgeport, 12 de fevereiro de 1915) foi uma compositora lírica conhecida por tornar-se a mais prolífica autora de hinos sacros conhecida, a despeito de ter sido cega desde criança.

## Resumo
Com notável facilidade em compor, algumas canções surgiam em poucos minutos. Utilizou mais de 200 pseudônimos para escrever mais de oito mil hinos, o que faz dela um dos maiores nomes entre os compositores cristãos. Seu primeiro hino foi composto aos 45 anos de idade. Muitas de suas canções encontram-se publicadas em diversos idiomas por todo o mundo.

## Biografia
Nascida em 24 de março de 1820 no município de Putnam, em Nova Iorque. Pouco depois disso veio a falecer seu pai. Quando tinha apenas seis semanas de vida ficou cega por causa de um erro médico. Esta deficiência lhe acompanhou o resto de sua vida, mesmo assim, Fanny não se deixava abalar pelo problema. Sua convicção cristã não lhe permitia a melancolia. Esta certeza está nas letras dos seus hinos. Ela também já desde sua infância dizia que tinha um pedido para o seu Criador. Ao entrar no céu, o primeiro rosto que ela gostaria de ver, era o do seu Salvador.
A perspectiva mais acertada para uma pessoa assim, seria o fracasso. Mas não para aquela menina, que se tornaria a mulher mais famosa da hinódia norte-americana. Chegou a ser muito conhecida por cinco presidentes dos Estados Unidos. Aos oito anos demonstrava seu futuro brilhante, quando já escrevia poemas. Aos quinze anos ingressou numa escola para cegos em Nova York, onde voltou depois para lecionar e passou o resto da sua vida. Nesta escola encontrou Alexandre Van Alstyne um músico, com quem se casou aos 38 anos, que também era cego.

## A infecção nos olhos
Fanny tinha pouco mais de um mês de vida quando sofreu uma infecção nos olhos. O clínico geral estava fora da cidade e um outro médico fora chamado para tratar do caso. Receitou cataplasmas de mostarda quente e o efeito foi desastroso: a menina ficaria cega pelo resto da vida. O "médico" teve de fugir da cidade, tamanha a revolta suscitada entre os parentes e vizinhos do bebê.
Aos cinco anos, foi levada pela mãe para consultar o melhor especialista no país, o Dr. Valentine Mott. Uma coleta feita entre os vizinhos pagou a viagem. O pai de Fanny já havia morrido e a situação financeira da família era muito difícil. O sacrifício, infelizmente, foi em vão, já que o médico decretou o caso como incurável. A menina teve então de acostumar-se as dificuldades, ao mesmo tempo em que demonstrava uma habilidade incomum para compor poesias.

## Religiosidade
Fanny foi evangelizada por sua avó, que passava horas lendo a Bíblia para a menina, que demonstrava ter uma memória extraordinária: decorou diversos trechos do Livro de Rute e dos Salmos. Aos 15 anos, ela entrou para o Instituto de Cegos de Nova Iorque, para onde voltaria anos depois para ensinar Inglês e História. Como aluna e professora, Fanny passou 35 anos na mesma escola.
Em 1844, escreveu seu primeiro livro de poemas - "A Menina Cega e Outros Poemas". Uma de suas primeiras participações como compositora aconteceu em um dos cultos de Dwight L. Moody, um dos maiores pregadores da história do Evangelho, que realizava uma conferência na cidade de Northfield, no estado de Massachussetts. Impressionado com o talento de Fanny, Moody pediu que ela contasse o testemunho pessoal de sua fé e de seu relacionamento com Deus. Assustada, Fanny a princípio relutou, mas depois leu a letra de um hino que acabara de escrever: "Eu o chamo de meu poema da alma. Às vezes, quando eu estou preocupada, eu repito isto para mim mesma, e essas palavras trazem conforto ao meu coração, disse ela, antes de recitá-lo."
O hino, é verdade, não é citado em sua biografia, mas isso, de fato, pouco importa, já que poderia ser qualquer um daquelas centenas de cânticos que embalaram o avivamento americano no século XIX, período que ficou conhecido como O Grande Despertamento. Naquela ocasião, os momentos de apelo à conversão eram freqüentemente inspirados por palavras como as do hino Mais perto da Tua Cruz, composto por Fanny Crosby, em 1868:
| “ | Meu Senhor sou Teu Tua voz ouvi, a chamar-me com amor [...] mais perto da Tua cruz leva-me, ó Senhor. | ” |
Fanny era membro da Igreja Episcopal Metodista, de Nova Iorque. Ela era uma oradora devota e freqüentemente preparava os cultos infantis da igreja.
A tradução literal duma poesia escrita por ela aos oito anos mostra sua personalidade:
| “ | Então pode chorar e soluçar porque sou cega Oh, que menina contente sou eu, Apesar de não poder ver, Pois decidida estou que Neste mundo alegre serei! Quantas bênçãos recebo eu Então pode chorar e soluçar porque sou cega Porque isso não farei! | ” |
Este poema foi profético, pois Fanny Crosby seria, em toda a sua vida, caracterizada pela alegria.

## Casamento e vida pessoal
Em 1858, Fanny casou-se com o professor de música e cantor de concerto Alexandre Van Alstyne. Nessa época, ela havia deixado o ensino para acompanhá-lo tocando piano e harpa em apresentações públicas. Compôs diversas canções populares nesse período. Na mesma ocasião, a vida trouxe-lhe uma das maiores aflições que uma pessoa pode enfrentar: a perda de um filho. A criança, seu único filho, morrera ainda pequena.
Em 1864, por influência do famoso evangelista, escritor e compositor William Bradbury, que tem dezenas de canções registradas nos hinários e cantores cristãos até hoje, Fanny passou a escrever exclusivamente músicas sacras. Apaixonada por crianças e motivada pela perda irreparável de seu filho, a compositora criou um estilo próprio: "Achei que as crianças também tinham de entender as letras e as melodias teriam de ser simples também." Ela esforçou-se para retratar os temas do céu e o retorno de Cristo com palavras simples.
Poucos souberam sobre ele: "Van" compôs melodias para alguns dos textos de Fanny, mas não perduraram. Um hinário que os dois prepararam não foi aceito pela editora, porque, disseram, não queriam um hinário somente de duas pessoas.
Nos anos que seguiram, Fanny continuaria a escrever letras para hinos dos mais conhecidos hinistas. Chegou a usar 204 pseudônimos! Nunca fez questão de remuneração adequada. Morava em lares muito simples, vivia modestamente e dava muito do que recebia aos outros. Não se gabava na sua fama. Conheceu mais de um Presidente do seu País. Foi a primeira mulher a falar diante do Senado dos Estados Unidos. Pregava nos púlpitos de grandes igrejas e fez conferências em muitos lugares. À sua própria maneira, tornou-se um dos evangelistas mais proficientes da sua época. Amava o trabalho das missões como o Exército de Salvação, Associação Cristã de Moços, e a famosa Bowery, que trabalhavam com os alcoólatras e necessitados. Cooperava nestes trabalhos, dando muito de si.

## Ímpeto criativo
O número extraordinário de composições da autora pode ser explicado não só pelo ímpeto criativo de Fanny, mas também pelo fato de ela ter um contrato de trabalho com uma editora, a Biglow & Co., que a obrigava a entregar três composições novas a cada semana. Ela chegou a compor sete canções em apenas um dia. Como de hábito, não iniciava seu trabalho sem antes dedicar horas à oração.
Curiosamente, Fanny não escrevia as letras de seus hinos, por nunca ter dominado o método Braille. Dona de uma memória extraordinária, memorizava-as facilmente.

## Hinos

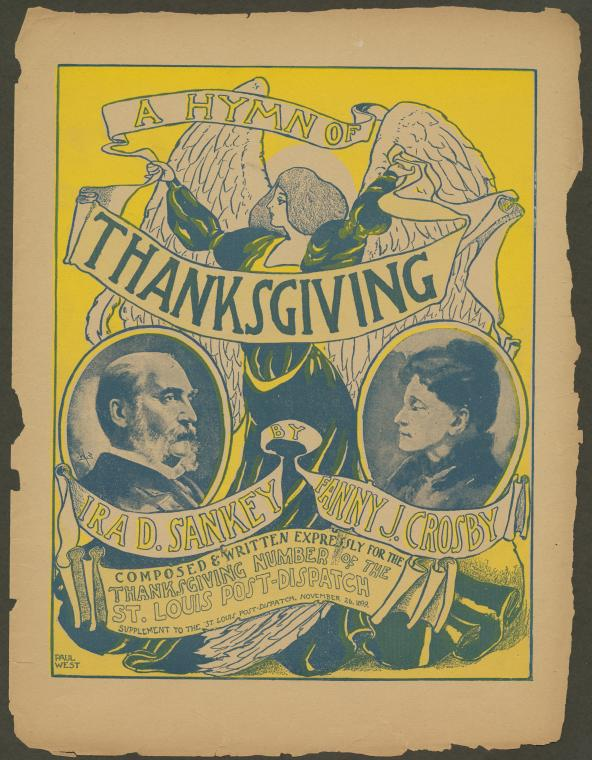
Capa da partitura de "A Hymn of Thanksgiving"

Fanny não tinha habilidades musicais. Seu dom era escrever poemas. Muitos destes poemas foram convertidos em música por músicos do seu tempo que podemos citar alguns, entre eles:
- William Howard Doane
- William B. Bradbury
- Robert Lowry
- Ira David Sankey

As melodias acrescentadas aos poemas fizeram com que eles entrassem para história. Dentre os seus hinos destacam-se os seguintes e constam nos seguintes hinários:
- A Deus Demos Glória: Hinos para o Culto Cristão 228, Cantor Cristão 15, Novo Cântico 42, Salmos e Hinos 233, Hinário Adventista do Sétimo Dia 16, Novo Hinário Adventista do Sétimo Dia 19.
- Junto a Ti: Hinos para Culto Cristão 375, Cantor Cristão 286, Salmos e Hinos 359.
- Que Segurança/Bendita Segurança: Hinos para Culto Cristão 417, Cantor Cristão 375, Louvai ao Senhor 107, Novo Cântico 144, Salmos e Hinos 409, Hinário Adventista do Sétimo Dia 240, Novo Hinário Adventista do Sétimo Dia 212.
- Quero Estar ao Pé da Cruz: Hinos para Culto Cristão 395, Cantor Cristão 289, Novo Cântico 107, Salmos e Hinos 362, Hinário Adventista do Sétimo Dia 191, Novo Hinário Adventista do Sétimo Dia 136.
- Quero o Salvador comigo/Quero Ter Jesus Comigo: Hinos para Culto Cristão 347, Hinário Adventista do Sétimo Dia 400, Novo Hinário Adventista do Sétimo Dia 184.

O compositor publicador William Howard Doane, um dos parceiros mais bem sucedidos de Fanny, musicou a letra Que segurança, sou de Jesus e publicou o hino na sua coletânea Brightest and Best (O Mais Brilhante e o Melhor) em 1875. O ilustre hinólogo W. J. Reynolds acha estranho que o hino não fosse incluído logo nas seis coletâneas de Gospel Hymns publicadas por Bliss e Sankey nos Estados Unidos, porque Sankey o introduziu nas suas campanhas evangelísticas com Moody na Inglaterra em 1873-1874 e incluiu-o nas suas coletâneas publicadas naquele país, os Sacred Songs and Solos (Cânticos e Solos Sacros - coletânea que continua a ser publicada até hoje).
Por isso, o hino não foi bem conhecido nos Estados Unidos até que a equipe de Billy Graham o trouxesse das suas campanhas na Inglaterra em 1954. Assim, este hino favorito dos crentes brasileiros foi redescoberto na América do Norte, tornou-se muito amado e aparece em muitos hinários mais recentes.
O nome da melodia, "To God be the Glory", corresponde ao título original do hino, bem traduzido para o português, "A Deus demos Glória."
Este hino foi primorosamente traduzido pelo pastor Joseph Jones em 1887 e entrou nos hinários evangélicos mais antigos no Brasil.

## Morte
Fanny Crosby, que ministrou e continua a ministrar ao mundo todo com suas mensagens que "tocam o coração", poucos dias antes da sua morte, numa visita de obreiros, disse estas palavras muito significativas:
| “ | Creio que a maior bênção que o Criador me proporcionou foi quando permitiu que a minha visão externa fosse fechada. Consagrou-me para a obra para a qual me fez. Nunca conheci o que é enxergar, e por isso não posso compreender a minha perda. Mas tive sonhos maravilhosos. Tenho visto os mais lindos olhos, os mais belos rostos e as paisagens mais singulares. A perda da minha visão não foi perda nenhuma para mim. | ” |

Fanny morreu em Bridgeport, estado de Connecticut em 12 de fevereiro de 1915, aos 94 anos. Encontra-se sepultada no Mountain Grove Cemetery and Mausoleum, Bridgeport, Condado de Fairfield, Connecticut nos Estados Unidos. A pedra da sua sepultura é simples, como pedira; tinha simplesmente as palavras Aunt Fanny – She Did What She Could. (Tia Fanny - Ela fez o que pôde). Em 1955, um grande monumento foi erigido sobre o seu túmulo homenageando esta serva de Deus e incluindo a primeira estrofe de "Que segurança! Sou de Jesus!".
Em 1975, Fanny Crosby foi homenageada sendo introduzida no Hall da Fama da música Gospel dos Estados Unidos.